# قائمة الفنانين الفلسطينيين
قائمة الفنانين الفلسطينيين التي تضم مجموعة من الفنانين الفلسطينيين الأبرز من مجالات فنية متنوعة، والذين ولدوا في فلسطين، أو لديهم أصول فلسطينية، أو تتركز أعمالهم حول فلسطين بشكل محوري. والقائمة مرتبة حسب الترتيب الأبجدي بدءًا من الاسم الأول للفنان.

## أ
- إبراهيم غنام (1930-1984) رسّام فلسطيني عاش في لبنان.[1]
- إبراهيم هزيمة (1933-) رسام، ومصمم، ونحات فلسطيني من مواليد عكا ويعيش في المانيا.[2]
- إسماعيل شموط (1930-2006) رسام، ومؤرخ للفن فلسطيني من مواليد اللد.[3][4]
- إيمان السيد (1984-) فنانة معاصرة.
- إيمان حرم (1950-) فنانة فلسطينية من مواليد سوريا.[5]
- إميلي جاسر (1972-) صانعة أفلام، وفنانة معاصرة.[6]
- أحلام شبلي (1970-) مصورة.
- أسماء غانم (1991-) فنانة بصرية، ومصورة، وموسيقية تجريبية، وهي فلسطينية من مواليد سوريا.
- أشرف فياض (1980-) فنان بصري، وشاعر فلسطيني من مواليد السعودية.
- ألكسندرا صوفيا حنضل (1975-) صانعة أفلام وفنانة معاصرة من مواليد هايتي.

## ب
- باسل عباس وروان أبو رحمة (1983-) ثنائي فني فلسطيني.[7]

## ت
- تمام الأكحل (1935-) فنانة بصرية.[8]

## ج
- جمانة إميل عبود (1971-) فنانة معاصرة.[9]
- جمانة الحسيني (1932-2018) رسامة ونحّاتة فلسطينية نشأت في باريس.
- جمانة مناع (1987-) فنانة تركيب، وصانعة أفلام فلسطينية من مواليد الولايات المتحدة.
- جوليانا سيرافيم (1934-) رسامة فلسطينية- لبنانية.
- جون حلقة (1957-) فنان بصري، وصانع أفلام وثائقية، وبروفيسور فلسطيني ولبناني الأصل، وأمريكي الجنسية، ومواليد مصر.[10]

## ح
- حنا فرح (كفر برعم) (1960-) فنان تركيب ومعماري.[11]
- حنان أبو حسين (1972-) فنانة تركيب وفيديو.

## خ
- خالد جرار (1976-) مصور، وفنان فيديو وتركيب وأدائي، ونحّات.[12]

## د
- دانا عورتاني (1987-) رسامة، وفنانة فيديو فلسطينية من مواليد السعودية.

## ر
- راجي الكوك (1930-2021) مصمم جرافيكي، ونحات، ومصور، وناشط حقوقي، أمريكي المواطنة ومن أصول فلسطينية.[13]
- رائدة سعادة (1977-) فنانة بصرية.
- رنا سمارة (1985-) رسامة.[14]
- رولا حلواني (1964-) فنانة مصورة.

## ز
- زهدي قادري (1972-) رسام.[15]

## س
- سامية حلبي (1936-) رسامة، وفنانة فيديو، ومربية، وحقوقية فلسطينية من مواليد القدس وتعيش في أمريكا.[16]
- ستيف سابيلا (1975-) مصور وكاتب من مواليد القدس، مقيم في ألمانيا.[5]
- سليمان منصور (1947-) رسام، ونحات، ومؤلف، وكاريكاتور.
- سما الشيبي (1973-) فنانة تركيب.

## ش
- شريف الخضرا (1917-1983) فنان تشكيلي فلسطيني، عاش في سوريا.
- شريف واكد (1964-) رسّام.
- شيرين ضمرة (1987-) رسامة توضيحية ومصممة فلسطينية من مواليد أمريكا.[17]

## ص
- صوفي حلبي (1906-1997) فنانة تشكيلية.

## ع
- عبد الحي مسلم (1933-2020) رسام من مواليد فلسطين وعاش في الأردن.

## ف
- فاطمة أبو رومي (1977-) فنانة تشكيلية.[18]
- فتحي غبن (1947-2024) رسّام.
- فيفيان صنصور (1978-) فنانة تركيب ومؤسسة مكتبة البذور البلدية الفلسطينية.[19]

## ك
- كريمة عبود (1893–1955) فنانة، وأول مصورة فلسطينية.

## ل
- لاريسا صنصور (1973-) فنانة تركيب، ونحّاتة، وصانعة أفلام فلسطينية مقيمة في لندن.
- ليلى شوا (1940-2022) فنانة بصرية.
- ليلى عجاوي (1990-) فنانة رسم جرافيتي.

## م
- محمد بشناق (1934-2017) رسّام، ونحّات فلسطيني من أصول بوسنية.
- محمد الدلو (1994-) رسّام فلسطيني، وهو مريض بالضمور العضلي.[20]
- مصطفى الحلّاج (1938-2016) مصمم جرافيكي، ورسام، ونحّات فلسطيني.
- ملك مطر (1999-) رسامة، وكاتبة لكتب الأطفال من غزة.
- مليحة أفنان (1935-2016) فنانة بصرية.
- منى حاطوم (1953-) فنانة فيديو وتركيب من مواليد لبنان.

## ن
- نبيل العناني (1943-) رسّام ونحّات.
- نداء بدوان (1987-) فنانة بصرية فلسطينية من مواليد الإمارات، ومقيمة حاليًا في إيطاليا.
- نداء سنقرط (1971-) فنانة تركيب وصانعة أفلام، أمريكية المواطنة ومن أصول فلسطينية.[21]
- نصر عبد العزيز (1941) رسّام، ومصمم، وبروفيسور، ومقدم برامج تلفزيونية.

## ه
- هاني زعرب (1976-) رسّام فلسطيني فرنسي المواطنة ويقيم حاليًا في باريس.
- هشام زريق (1968-) مخرج أفلام.

## ي
- يوسف عبو (1890-1953) نحّات.[22]